# Genovaitė Sabaliauskaitė
Genovaitė Sabaliauskaitė (* 2. April 1923 in Kaunas; † 23. Juni 2020 in Mannheim) war eine litauische Ballettartistin und Choreografin.

## Leben
Von 1934 bis 1938 lernte Genovaitė Sabaliauskaitė beim Ballettstudio von Valstybės teatras und ab 1938 tanzte sie als Ballettartistin. 1942 bildete sie sich weiter im Studio von Agrippina Jakowlewna Waganowa in Leningrad sowie bei der russischen Primaballerina Galina Ulanowa. Von 1944 bis 1965 war Sabaliauskaitė Hauptsolistin und von 1965 bis 1968 Chef-Ballettmeisterin bei Nacionalinis operos ir baleto teatras. Von 1970 bis 1971 arbeitete sie beim Nationaltheater Chile in Santiago und danach lehrte sie ab 1952 an der Čiurlionis-Kunstschule in Vilnius. Ab 1978 lebte sie in Deutschland. Sie starb am 23. Juni 2020 in Mannheim.

## Ehrungen
- 1957: Volksartist Sowjetlitauens
- 1964: Volkskünstler der UdSSR